# Варбурги
Варбурги (нем. Warburg) — известная германско-шведско-американская династия банкиров, филантропов и общественных деятелей еврейского происхождения.
История династии прослеживается по меньшей мере с XVI века. Она происходит из Италии. Тогда фамилия семьи была дель-Банко. Наиболее известен среди итальянских представителей этой семьи Ансельмо дель-Банко, бывший одним из наиболее богатых жителей Венеции в начале XVI века. В XVI веке представители этой семьи переселились из Венеции в Болонью, а затем — в германский город Варбург, по которому и получили свою новую фамилию.
Во второй половине XVII века семья перебралась в Альтону. Яков-Самуил Варбург умер в Альтоне в 1667 году. От него происходят две ветви; родоначальник одной — Самуил-Моисей Варбург (умер в 1759 году), известный также под именем «Frankfurter», другой — Самуил-Рубен Варбург (ум. в 1756 году). В 1798 году братья Моисей-Марк и Герсон Варбурги основали в соседнем с Альтоной Гамбурге банк M. M. Warburg & Co., который существует до настоящего времени. Родившийся в Альтоне Эмиль Варбург (1846—1931) стал известным германским физиком. Сын Эмиля Отто Генрих Варбург (1883—1970), биохимик, получил Нобелевскую премию в области физиологии и медицины 1931 года. Еще один представитель германских Варбургов, Отто Варбург известен как ботаник, а также как активный участник сионистского движения, в 1911—1920 годах он возглавлял Всемирную сионистскую организацию.
Другая часть Варбургов поселилась в Швеции. Симон Варбург (1760—1828), купец, поселился в Гетеборге (Швеция) и был одним из учредителей местной синагоги, а его сыновья, Самуил (1800—81) и Михаил — первыми евреями, допущенными в Швеции на государственную службу. Самуил писал работы по экономическим вопросам и в 1867—79 годах был членом Комитета национального департамента погашения государственных долгов. Из шведской линии Варбургов были известны Карл Иоанн Варбург (1852—1918), историк и биографа, библиотекарь Нобелевской библиотеки и член верхней палаты шведского парламента, Фридрих Илья Варбург (1832—99), учредитель лондонского центрального электрического трамвая, и Карл Симон Варбург (1835—1865), издатель журнала «Foensk Monatsskrift».
Живший в Гамбурге Аби Мориц Варбург (1866—1929) был историком и искусствоведом, он создал знаменитую Библиотеку Варбурга в Гамбурге. После прихода в Германии к власти национал-социалистов её перевезли в Лондон, где она стала известна как Институт Варбурга.
Брат Аби Морица Феликс Мориц Варбург (1871—1937) в 1894 году эмигрировал в США, где стал видным деятелем еврейской общины этой страны.
Другой брат Аби Морица Пауль (Пол) Мориц Варбург (1869—1932) в 1902 году также эмигрировал в США, где стал одним из создателей и руководителей Федеральной резервной системы, также был одним из руководителей Джойнта и различных других филантропических и общественных организаций. Сын Пола Морица Варбурга Джеймс Пол Варбург (1896—1969) был финансовым советником президента США Франклина Рузвельта, а во время Второй мировой войны был заместителем директора Управления военной информации.
Гамбургским банком M. M. Warburg & Co. руководил с 1910 года по 1938 год Макс Мориц Варбург (1867—1946), который в 1938 году из-за невозможности продолжать деятельность при нацистском режиме также был вынужден эмигрировать в США. Несколько членов семьи Варбургов погибли во время Холокоста.
Американские Варбурги занимались коллекционированием произведений искусства, участвовали в создании Музея современного искусства в Нью-Йорке. В бывшем доме Феликса Варбурга в Нью-Йорке в настоящее время расположен Еврейский музей.